# Vaution
 (février 2022).
- Si vous ne connaissez pas le sujet, laissez ce bandeau (vous pouvez alors contacter les auteurs).
- Si vous supprimez le contenu mis en cause (vous pouvez préalablement contacter les auteurs),

argumentez précisément cette suppression dans la page de discussion
(un manque de référence n'est pas un argument ; une recherche réelle de référence doit avoir été effectuée, être formellement documentée).
Le vaution est une pâtisserie belge de la région de Verviers à l'est de la Province de Liège. Il peut aussi s'orthographier « vôtion » ou « waution ». En wallon, il se dit bien "vôtion", mais peut aussi être prononcé « vôtchon ». Ce nom wallon est d'ailleurs le plus fréquemment utilisé par les Verviétois.

## Description
Le vaution se situe entre la tarte et le gâteau. C'est une pâtisserie ronde et plate de 25 à 40 cm de diamètre pour une épaisseur de 2 cm. Le vaution est composé de plusieurs couches de pâte levée, de beurre et d'un mélange de sucre et de cannelle. Il est saupoudré de sucre impalpable. Cette pâtisserie assez calorique fait quelque peu penser à la tarte au sucre. Dans les pâtisseries verviétoises, le vaution peut être vendu en parts. Il se consomme froid ou mieux encore tiède.